# Vilhelm Bruun de Neergaard (1934-2001)
|  | Ikke at forveksle med Vilhelm Bruun de Neergaard (1846-1912) |
Vilhelm Bruun de Neergaard (født 22. august 1934, død 14. august 2001) var en dansk godsejer, hofjægermester og kammerherre, der ejede godset Skjoldenæsholm. Han var søn af Eiler Bruun de Neergaard og dennes hustru Jenny Marie Petersen.
Neergaard blev uddannet som forstkandidat og havde flere tillidshverv indenfor dette område. Fra 1979 til 1992 var han formand for Dansk Skovforening, og i to perioder var han formand for Skovbrugets Arbejdsgiverforening. I 1994-1995 var han formand for Danmarks Turistforening. Derudover var kurator for Vemmetofte Kloster fra 1968 og indtil sin død samt formand for Stiftelsen Sorø Akademi fra 1992.
Ved sins fars død i 1967 overtog Neergaard godset Skjoldenæsholm som syvende generation i slægten. På det tidspunkt var godset baseret på landbrug og skovbrug, men under Neergaard blev det etableret et hotel- og kursuscenter. Godsets hovedbygning blev indrettet til det formål i 1971-1972. I 1992 åbnedes den første golfbane hos Skjoldenæsholm Golfcenter på Neergaards initiativ. Den nye aktivitet og istandsættelse af bygninger førte imidlertid til, at Neergaard kom i økonomiske problemer i begyndelsen af 1990'erne. Som følge heraf blev pensionkassen PenSam medejer af landbrugsdriften, idet familien dog beholdt en bestemmende andel. Men da Neergaard ikke efterlod sig et klart testamente, resulterede dette sammen med uenigheder i familien i en flerårig arvesag efter hans død.
Omkring årsskiftet 1971/1972 blev Neergaard kontaktet af foreningen Sporvejshistorisk Selskab, der ledte efter et sted til et sporvejsmuseum, og som var blevet opmærksom på tracéen fra den nedlagte Sjællandske Midtbane, der lå på godsets jorde. Neergaard var imødekommende og hjalp først med tilladelse fra fredningsmyndighederne og senere, da foreningen fik økonomiske problemer på grund af byggesjusk under byggeriet. Sporvejsmuseet Skjoldenæsholm blev indviet 26. maj 1978. Det er efterfølgende blevet udvidet løbende, og Neergaard fulgte selv med i udviklingen indtil sin død. Sporvejshistorisk Selskab kvitterede ved at udnævne ham til æresmedlem ved deres 25 års jubilæum 8. februar 1990.